# Gaspard (roman)
Pour les articles homonymes, voir Gaspard.
Gaspard est un roman de René Benjamin publié en 1915 aux éditions Fayard et ayant reçu le prix Goncourt la même année.

## Écriture du roman
Lors de la Première Guerre mondiale, René Benjamin est gravement blessé près de Verdun en septembre 1914 et évacué à l'hôpital de Saumur. Il dut y séjourner plusieurs mois et écrivit les souvenirs et impressions de sa courte période de guerre dans une série d'articles que Lucien Descaves l'encouragea à transformer en roman, puis à concourir pour le prix Goncourt.

## Résumé
Le roman Gaspard dépeint la vie d'un soldat parisien, Gaspard, marchand d'escargots, qui se retrouve confronté à la dure réalité de la Première Guerre mondiale. À travers le récit, l'auteur nous présente un personnage frais et sincère, éloigné des clichés du poilu héroïque ou révolutionnaire propulsés par les récits de l'époque. Gaspard est un homme débrouillard, loyal et comique, conscient des difficultés de la guerre, notamment la souffrance de la faim qui devient son principal défi.

## Analyse
René Benjamin, à travers son écriture ironique et émotive, capture des moments poignants de la guerre tout en illustrant la camaraderie entre soldats. La capacité de Gaspard à cuisiner et à nourrir ses camarades devient un symbole de vitalité et de solidarité face aux horreurs du conflit. Sa détermination à leur apporter du réconfort, même au milieu de la mort et des souffrances, témoigne de son courage et de son humanité.
Le roman, à la fois drôle et tragique, oscille entre le comique et le sérieux, tout en révélant une profonde sensibilité envers les soldats et leur réalité. René Benjamin réussit à faire de Gaspard un personnage représentatif de nombreux hommes qui ont vécu la guerre, tout en fournissant un regard critique et authentique sur ce que signifie servir en temps de conflit. L'œuvre se veut ainsi un précieux témoignage de la vie des combattants, mêlant des moments de légèreté à des instants de grande dramatiques, ce qui lui confère une valeur documentaire importante sur cette période.

## Prix Goncourt 1915
Le roman Gaspard fait figure de favori pour le Prix Goncourt 1915. Les autres romans cités sont : André Warnod, prisonnier de guerre, avec ses Souvenirs de captivité ; Marc Le Goupils pour un Recueil de Nouvelles normandes, le Carrefour, du Maupassant et du meilleur ; Ernest Tisserand, Un cabinet de portraits ; Mme Jean Leune, Tels qu'ils sont, des notes d'une infirmière ; et Martial Piéchaud, Le Retour dans la Nuit.
Le prix Goncourt a été décerné à l'unanimité des suffrages à Gaspard.

## Accueil critique

### Avant l'attribution du Prix Goncourt
Léon Daudet loue René Benjamin comme un « observateur né » et un écrivain prometteur. Il souligne la qualité du « livre porté par un langage vert... plein de métaphores fantaisistes », tout en notant une légère critique : l’auteur a peut-être « abusé de l'argot » au détriment de la subtilité. Gaspard, personnage central, incarne une « typification » qui échappe à la caricature, représentant un homme « spontané, brave, loyauté ». Daudet admire la façon dont Benjamin illustre les épreuves du soldat, notamment la lutte contre la faim, et met en lumière le choix de la prose réaliste plutôt que romancée. Daudet insiste aussi sur « un souffle épique » de l’écriture, attestant ainsi de la présence d’un « véritable poète de la guerre ». Il décrit avec chaleur les scènes marquantes et les personnages comme la dame infirmière au charme tangible, tout en observant que « Gaspard n'est pas une fiction », mais un reflet de la réalité des soldats. Son espoir pour Benjamin est qu'il « échappe aux hasards de la guerre » afin de « donner à la France toute la mesure de son beau et vivant talent ».

### Après l'attribution du Prix Goncourt
Francis Chevassu décrit Gaspard de René Benjamin comme une œuvre « digne d'être remarquée », soulignant qu'elle est « consacrée à la peinture de la guerre ». Il souligne que le roman se distingue par sa volonté de « recueillir et à noter fidèlement les visions tragiques » de l’auteur, qui a fait partie de la campagne militaire. Selon Chevassu, ce livre représente un premier « reportage vécu » et constitue « une série d’instantanés » qui dévoilent les aspects « saisissants » de la guerre. Chevassu loue la précision avec laquelle Benjamin décrit les batailles, lui permettant d'atteindre « presque à la grandeur d'un tableau d'histoire ». Bien que les descriptions d'hôpitaux soient « agréables », elles n’atteignent pas la « vigueur » des scènes de combat. Cependant, il note que les portraits des infirmières, empreints de « tendresse », ajoutent une dimension humaine à l'œuvre. Il conclut en affirmant que, tout en reconnaissant la tradition du « bon diable d'ouvrier parisien », Benjamin met en lumière les « vertus de la race » à travers le personnage de Gaspard.

## Éditions
- Gaspard, éditions Fayard, 1915.
- Gaspard, préface de Pauline Bochant, éditions de l'Archipel, 1998.
- (en) Private Gaspard, a soldier of France  (trad. Gustav Selmer Fougner), New York, Brentano's, 1916. (lire en ligne)